# Josep Maria Ginès i Pous
Josep Maria Ginès i Pous (Girona, 1918 - 16 de gener de 2007) fou un empresari català, cap de l'empresa Industrial Ginés SA (IGSA), distribuïdora de materials elèctrics i de calefacció i president de la Cambra de Comerç, Indústria i Navegació de Girona del 1977 al 1991.

## Biografia
Era fill d'un operari electricista i es va incorporar l'empresa familiar IGSA el 1931, però la seva carrera empresarial es va veure truncada per la guerra civil espanyola, que el va obligar a travessar la frontera juntament amb el seu cosí, l'escriptor Josep Maria Gironella. En 1939 va tornar a Girona com a redactor del diari Los Pirineos, del qual al cap de poc es va convertir en redactor en cap.
Es va incorporar al consell executiu de la Cambra de Comerç de Girona el 1968 com a president de la comissió d'expansió. El 1976 fou nomenat vicepresident i el 1977 president fins a 1991. Durant els seus anys de president va col·laborar amb el Certamen Agrícola i Comercial de Girona, amb l'Escola Universitària d'Enginyeria Tècnica, amb el Col·legi Universitari de Girona, amb la UNED i amb el Polígon Industrial de Celrà. També ha estat president de la Comissió de Comerç Interior del Consell de Càmeres de Catalunya (1979-1991), president de la Patronal de l'Escola Politècnica Superior (1991-1996) i president de la Comissió Universitat-Empresa del Consell Econòmic de la Universitat de Girona (1992-1996).
Entre altres condecoracions, ha rebut la Medalla al Mèrit de les Càmeres, la Comanda de l'Orde del Mèrit Civil, la Medalla de la Universitat de Girona i la Creu de Sant Jordi de 1991.

## Obres
- Cartes a l'home i a l'empresari: (cent apel·lacions axiològiques i culturals) (1997)
- Ministral i la revista "Vida Católica" a Revista de Girona, 1999